# 林純薬
林純薬工業株式会社（はやしじゅんやくこうぎょう、英字表記：Hayashi Pure Chemical Ind.,Ltd. ）は、電子材料および試薬の製造・販売を行う化学メーカーである。本社を大阪市中央区内平野町に置く。

## 事業内容
- 電子工業用 機能性薬品
- 高純度工業用薬品
- 試薬、環境分析用標準品
- 化成品
- 有機化合物の受託合成サービス
- 受託調液サービス

## 事業拠点
営業所東京営業所（東京都中央区）、大阪営業所（大阪市中央区）、三重営業所（三重県多気郡）、九州営業所（佐賀県小城市）
工場三重工場（三重県多気郡）、鳥取工場（鳥取県鳥取市）、佐賀工場（佐賀県小城市）
研究所テクノセンター（三重県多気郡）
物流物流センター（大阪府大阪市東淀川区）

## 沿革
- 1904年（明治37年） 2月 - 大阪市東区（現中央区）道修町にて林亦吉商店として化学薬品販売業を開業
- 1932年（昭和07年） 4月 - 個人経営より法人組織に改組。商号を株式会社林薬店と改称
- 1950年（昭和25年） 8月 - 大阪市城東区東中浜に製造工場を新設
- 1952年（昭和27年）10月 - 商号を林純薬工業株式会社に変更
- 1965年（昭和40年） 2月 - 大阪市東区（現中央区）道修町2丁目2番地に本社を移転
- 1971年（昭和46年） 9月 - 東京営業所を開設
- 1983年（昭和58年）10月 - 九州営業所を開設
- 1984年（昭和59年） 4月 - 佐賀営業所を開設
- 1990年（平成02年） 3月 - 佐賀工場竣工
- 1995年（平成07年） 7月 - 三重工場竣工
- 1997年（平成09年） 3月 - 大阪市中央区内平野町3丁目2番12号 HPCビルに本社を移転
- 2001年（平成13年） 4月 - 鳥取工場竣工
- 2002年（平成14年） 8月 - 奈良事業所竣工
- 2004年（平成16年） 4月 - 三重営業所を開設
- 2005年（平成17年） 6月 - テクノセンターを開設
- 2011年（平成23年） 5月 - 物流センターを開設